# Élections municipales de 2026 à Nice
Pour des articles plus généraux, voir Élections municipales françaises de 2026 et Élections municipales de 2026 dans les Alpes-Maritimes.
Les élections municipales de 2026 à Nice auront lieu en mars 2026. Elles visent au renouvellement du conseil municipal et du conseil métropolitain de la métropole Nice Côte d'Azur.

## Modalités du scrutin

### Dates
Ces élections se tiendront en mars 2026, les dates précises seront annoncées par décret au moins 3 mois avant le scrutin.

### Mode de scrutin
L'élection des conseillers municipaux et métropolitains se déroule selon un scrutin de liste à deux tours avec prime majoritaire : les candidats se présentent en listes complètes avec la possibilité de deux candidats supplémentaires. Lors du vote, on ne peut faire ni adjonction, ni suppression, ni modification de l'ordre de présentation des listes. Chaque bulletin de vote comporte deux listes : une liste de candidats aux seules élections municipales et une liste de ceux également candidats au conseil métropolitain.
Le nombre de sièges à pourvoir au conseil municipal de Nice correspond à celui des communes dont la population  est supérieure à 300 000 habitants, soit 69 sièges. Les conseillers municipaux sont élus au suffrage universel direct pour une durée de mandat de six ans. L'élection se termine au premier tour en cas de majorité absolue. Le cas échéant, un second tour a lieu. Les listes qui ont obtenu au moins 10 % des suffrages exprimés au premier tour peuvent se présenter au second. Les candidats des listes qui ont obtenu plus de 5 % des suffrages exprimés au premier tour peuvent rejoindre une autre liste.
La liste ayant obtenu le plus de voix se voit attribuer la moitié des sièges, arrondie à l'entier supérieur si nécessaire. Ainsi, la liste majoritaire obtiens automatiquement 35 sièges. Les 34 sièges restants sont attribués à la représentation proportionnelle à la plus forte moyenne aux listes ayant obtenu au moins 5 % des suffrages exprimés au second tour (ou au premier tour en cas de tour unique).

## Contexte

### Scrutin précédent
Les élections municipales de 2020 ont été marquées par une abstention massive en raison de la pandémie de Covid-19, la participation lors du 1er tour s'étant effondrée de 54 % en 2014 à 29 % en 2020.
Sur le plan local, la liste conduite par le républicain Christian Estrosi, candidat à sa propre succession, allié aux radicaux et au MoDem, renforce sa position en obtenant 4 sièges de plus qu'aux élections précédentes.
La liste du Rassemblement national, menée par Philippe Vardon, se maintient tant dans son statut de première force d'opposition que dans son nombre de siège.
Enfin la liste d'union des écologistes, réunissant Alliance Écologiste Indépendante, Europe Écologie - Les Verts, Génération écologie et Cap21 parvient à entrer au conseil municipal et y obtient les 6 derniers sièges restants.
Le PS se retrouvé explusé du conseil municipal, la liste de Patrick Allemand n'ayant pas atteint les 10 % au 1er tour et n'ayant pas fusionné avec une autre liste pour le 2d, tout comme les listes soutenues par La France insoumise et par Debout la France.

### Contexte politique local
Le maire de la ville, Christian Estrosi, décide en décembre 2021 de rejoindre le parti Horizons et de quitter sa famille politique alors qu'il a passé toute sa carrière politique au sein des partis d'héritage gaulliste, RPR, UMP puis LR.
Éric Ciotti, autre figure locale importante, député de la 1re circonscription quitte également LR dont il était pourtant le président, durant la crise de 2024, et fonde l'Union des droites pour la République cherchant à se rapprocher du Rassemblement national,.

## Sondages
Tout sondage d'opinion est affecté par une marge d'erreur.
Une couleur arbitraire est associée à chaque institut de sondage ; ces couleurs sont une aide visuelle et ne correspondent pas à une tendance politique.

### Premier tour
| Source | Date de réalisation | Échantillon | LO       | LFI       | PS         | LÉ                | HOR-REN-MoDem | LR        | RN        | REC    | Autres |
| Source | Date de réalisation | Échantillon | LO       | LFI       | PS         | LÉ                | Estrosi       | LR        | RN        | Vardon | Autres |
| ------ | ------------------- | ----------- | -------- | --------- | ---------- | ----------------- | ------------- | --------- | --------- | ------ | ------ |
| Source | Date de réalisation | Échantillon |          |           |            |                   |               |           |           |        |        |
| Ifop   | 16-20 février 2023  | 589         | 1 Jaquet | 9 Damiano | 7 Allemand | 11 Chesnel-Leroux | 35            | 25 Ciotti | 6 Khalifa | 5      | 1      |

N.B. :
- en gras sur fond coloré : le candidat arrivé en tête du sondage ;
- en gras sur fond blanc les candidats qualifiés au second tour dans le sondage.

## Résultats
|                          |               |       |              |              |             |             |        |        |  |
| Tête de liste            | Tête de liste | Liste | Premier tour | Premier tour | Second tour | Second tour | Sièges | Sièges |  |
| Tête de liste            | Tête de liste | Liste | Voix         | %            | Voix        | %           | CM     | CC     |  |
|                          |               |       |              |              |             |             |        |        |  |
|                          |               |       |              |              |             |             |        |        |  |
|                          |               |       |              |              |             |             |        |        |  |
|                          |               |       |              |              |             |             |        |        |  |
|                          |               |       |              |              |             |             |        |        |  |
|                          |               |       |              |              |             |             |        |        |  |
|                          |               |       |              |              |             |             |        |        |  |
|                          |               |       |              |              |             |             |        |        |  |
|                          |               |       |              |              |             |             |        |        |  |
| Votes valides            |               |       |              |              |             |             |        |        |  |
| Votes blancs             |               |       |              |              |             |             |        |        |  |
| Votes nuls               |               |       |              |              |             |             |        |        |  |
| Total                    | Total         | Total |              | 100          |             | 100         | 69     | 65     |  |
| Abstention               |               |       |              |              |             |             |        |        |  |
| Inscrits / participation |               |       |              |              |             |             |        |        |  |